# Proszynskiana zonshteini
Proszynskiana zonshteini là một loài nhện trong họ Salticidae.
Loài này thuộc chi Proszynskiana. Proszynskiana zonshteini được Dmitri Viktorovich Logunov miêu tả năm 1996.